# Halálozások 1978-ban
Ez a szócikk az 1978-as évben elhunyt nevezetes személyeket sorolja fel.

## December
| Dátum       | Név        | Foglalkozás / tisztség                               | Kor | Forrás |
| ----------- | ---------- | ---------------------------------------------------- | --- | ------ |
| december 8. | Golda Meir | izraeli tanár, politikus, miniszterelnök (1969–1974) | 080 |        |

## November
| Dátum        | Név             | Foglalkozás / tisztség                                      | Kor | Forrás |
| ------------ | --------------- | ----------------------------------------------------------- | --- | ------ |
| november 27. | Harvey Milk     | amerikai politikus, melegjogi aktivista                     | 048 |        |
| november 27. | George Moscone  | amerikai politikus, San Francisco polgármestere (1976–1978) | 049 |        |
| november 8.  | Norman Rockwell | amerikai festő, illusztrátor                                | 084 |        |

## Október
| Dátum       | Név               | Foglalkozás / tisztség              | Kor | Forrás |
| ----------- | ----------------- | ----------------------------------- | --- | ------ |
| október 21. | Anasztasz Mikoján | szovjet-örmény kommunista politikus | 082 |        |
| október 19. | Gig Young         | amerikai színész                    | 064 |        |

## Szeptember
| Dátum          | Név             | Foglalkozás / tisztség                        | Kor | Forrás |
| -------------- | --------------- | --------------------------------------------- | --- | ------ |
| szeptember 28. | I. János Pál    | olasz bíboros, pápa (1978)                    | 065 |        |
| szeptember 11. | Ronnie Peterson | Formula–1-es svéd autóversenyző               | 034 |        |
| szeptember 7.  | Keith Moon      | angol dobos (The Who)                         | 032 |        |
| szeptember 6.  | Adolf Dassler   | német cipész, üzletember, az Adidas alapítója | 077 |        |

## Augusztus
| Dátum         | Név           | Foglalkozás / tisztség                                               | Kor | Forrás |
| ------------- | ------------- | -------------------------------------------------------------------- | --- | ------ |
| augusztus 22. | Jomo Kenyatta | kenyai író, politikus, miniszterelnök (1963–1964), elnök (1964–1978) | 086 |        |
| augusztus 18. | Andrés Salgó  | magyar származású mexikói festőművész                                | 068 |        |
| augusztus 6.  | VI. Pál       | olasz bíboros, pápa (1963–1978)                                      | 080 |        |
| augusztus 2.  | Carlos Chávez | mexikói zeneszerző, karmester, zenetudós, oktató, újságíró           | 079 |        |

## Július
| Dátum | Név | Foglalkozás / tisztség | Kor | Forrás |
| ----- | --- | ---------------------- | --- | ------ |

## Június
| Dátum      | Név       | Foglalkozás / tisztség                      | Kor | Forrás |
| ---------- | --------- | ------------------------------------------- | --- | ------ |
| június 29. | Bob Crane | amerikai színész, dobos, rádiós műsorvezető | 049 |        |

## Május
| Dátum     | Név              | Foglalkozás / tisztség                                                     | Kor | Forrás |
| --------- | ---------------- | -------------------------------------------------------------------------- | --- | ------ |
| május 18. | Guzsal Ernő      | állatorvos, orvos, anatómus                                                | 053 |        |
| május 15. | Robert Menzies   | ausztrál politikus, miniszterelnök (1939–1941, 1949–1966)                  | 083 |        |
| május 9.  | Aldo Moro        | olasz kereszténydemokrata politikus, miniszterelnök (1963–1968, 1974–1976) | 061 |        |
| május 1.  | Aram Hacsaturján | örmény-szovjet zeneszerző                                                  | 074 |        |

## Április
| Dátum       | Név          | Foglalkozás / tisztség                        | Kor | Forrás |
| ----------- | ------------ | --------------------------------------------- | --- | ------ |
| április 1.  | Ignotus Pál  | publicista, író, szerkesztő, Ignotus Hugó fia | 076 |        |
| április 10. | Abonyi Lajos | biológus, állatorvos                          | 077 |        |

## Március
| Dátum       | Név         | Foglalkozás / tisztség | Kor | Forrás |
| ----------- | ----------- | ---------------------- | --- | ------ |
| március 13. | John Cazale | amerikai színész       | 042 |        |

## Február
| Dátum | Név | Foglalkozás / tisztség | Kor | Forrás |
| ----- | --- | ---------------------- | --- | ------ |

## Január
| Dátum      | Név             | Foglalkozás / tisztség                            | Kor | Forrás |
| ---------- | --------------- | ------------------------------------------------- | --- | ------ |
| január 30. | Nagy László     | Kossuth-díjas költő, műfordító, grafikus          | 052 |        |
| január 13. | Hubert Humphrey | amerikai politikus, szenátor, alelnök (1965–1969) | 066 |        |